# بيرياوازا
بيريا-وازا ( بالأكدية MBir5-ia-wa-za) ، وأيضاً بيرياوازا وبيرياوازا وبريوازا (في قراءات سابقة نامياوازا ) ابن شُتَؤنا (شوتارنا Šutarna). كان حاكمًا تابعًا للمصريين، مجال هيمنته في منطقة أُب و كومد . يمكن تأريخ فترة نشاطه من نهاية عهد أمنحتب الثالث إلى السنوات الأولى من إخناتون (حوالي 1355 قبل الميلاد حتى 1347 ق م).
كان بيريا وازا تابعًا مخلصًا لمصر ، تورط في نزاعات عسكرية مع عزيرو حاكم أمورو وأيتاكاما حاكم قادش، ولم يقتنع بالانضمام إلى الإمبراطورية الحثية . في الرسالة EA 151 من مراسلات العمارنة التي ارسلها أبي ميلكو للملك المصري يتم توثيق الهجمات على منطقة بيرياوازا: إتكاما قادش وأزيرو من أمورو في حالة حرب مع بيرياوازا. تم ذكره أيضًا في رسائل العمارنة الأخرى وطلب المساعدة العسكرية ضد الوحدات المتمردة في البلدان الأخرى المجاورة له.

## أدب
- رولف هشمان : كمال اللز - كوميدي . In: Dietz Otto Edzard u.   أ: كمد اللز - كوميدي: وثائق مكتوبة من كمد اللوز (= مساهمات ساربروكن في العصور القديمة. رقم 7). هابيلت ، بون 1970 ، الصفحات 63-94 ، هنا الصفحات 65-76.
- نداف نعمان: بريوازة بدمشق وتاريخ رسائل كمال اللوز أبيرو. في: أبحاث أوغاريت. رقم 20 ، 1988 ، ص 179-193.